# 97 (liczba)
97 (dziewięćdziesiąt siedem) – liczba naturalna następująca po 96 i poprzedzająca 98.

## W matematyce
- 97 jest dwudziestą piątą liczbą pierwszą, następującą po 89 i poprzedzającą 101[1]
- 97 jest liczbą Ulama[2]
- 97 jest liczbą wesołą[3]
- 97 jest liczbą Protha[4]
- 97 jest palindromem liczbowym, czyli może być czytana w obu kierunkach, w pozycyjnym systemie liczbowym o bazie 8 (141).
- 97 należy do dwóch trójek pitagorejskich (65, 72, 97), (97, 4704, 4705).

## W nauce
- liczba atomowa berkelu (Bk)

## W kalendarzu
97. dniem w roku jest 7 kwietnia (w latach przestępnych jest to 6 kwietnia). Zobacz też co wydarzyło się w roku 97, oraz w roku 97 p.n.e.